# Loceri
Loceri är en ort och kommun i provinsen Nuoro i regionen Sardinien i Italien. Kommunen hade 1 298 invånare (2017).